# Vladimír Vondráček
Vladimír Vondráček (23. února 1895 Praha – 10. května 1978 tamtéž) byl český psychiatr, psycholog, farmakolog, endokrinolog a vysokoškolský pedagog. Je pokládán za jednoho ze zakladatelů československé lékařské psychologie, psychofarmakologie, gerontopsychiatrie, dietetiky a psychiatrické sexuologie.
Jako první se v Československu zaměřil na tělesné pocity a patřil k prvním odborníkům zkoumajícím charakterologii. Stal se průkopníkem nauky o duševní hygieně a zabýval se také klinickou toxikologií. Roku 1927 uskutečnil objev enzymu glycero-fosfatázy z hovězí mozkové tkáně.
Do obecné psychiatrie přispěl definicí řady jevů, jimiž obohatil psychopatologii. Termín „ultrasensibilita“ zavedl roku 1941. Zaměřil se a popsal diogenismus, potamofilii, hippofilii, primitivismus, syndrom III. decenia či tzv. psychické reakce. Stal se iniciátorem studia depresivních stavů z hlediska kybernetiky. Nastínil axiologickou koncepci v nauce o hodnotách. V letech 1958–1970 působil jako přednosta Psychiatrické kliniky FVL UK, největší kliniky Všeobecné fakultní nemocnice v Praze. V psychiatrické profilaci jej ovlivnili především Karl Jaspers, Ernst Kretschmer, Emil Kraepelin a Eugen Bleuler.
Během profesní dráhy popularizoval psychiatrii a související vědy. Věnoval se osvětě a připomínal historické postavy lékařství, jakými byli zakladatel české vědecké psychiatrie Karel Kuffner, či první český psychiatr Jan Theobald Held. Zasloužil se o integrování duševně chorých do běžného života. Popsal také rozdílnost komplexu psychologicko-psychiatrických věd. Na lékařské fakultě Univerzity Karlovy působil tři roky ve funkci honorovaného asistenta a třicet dva let jako honorovaný profesor. Dalších dvacet čtyři let pracoval bezplatně.
Od roku 1923 se stal autorem 236 odborných studií a publikací včetně monografií v řadě oborů, z nichž se mezi nejznámější zařadily Fantastické a magické z hlediska psychiatrie, O hodnotách a hodnocení, Vnímání či Lékařská psychologie. Vyjma odborné publikační činnosti napsal i třídílné Paměti. Celkový počet prací, zahrnujících popularizační statě a články, překročil 400 textů.

## Život

### Rodinný původ
Vladimír Vondráček se narodil 23. února 1895 v nejvyšším pražském domě, v tzv. Ullmanově stavbě. Otec katolík Václav Vondráček (1849–1912) byl obchodník s lahůdkami a majitel koloniálu V.J. Vondráček v Perlové ulici. Do manželského stavu s 23letou Boženou Tuzarovou vstoupil ve 45 letech. Zemřel v diabetickém kómatu 3. prosince 1912, když bylo synovi sedmnáct let. Křestním kmotrem a následně poručníkem Vladimíra Vondráčka se stal otcův bratranec Otakar Wondráček, jenž se záležitostmi synovce nezabýval. Matka Božena Vondráčková, rozená Tuzarová (1872–1895), porodila syna rok po sňatku. Pocházela z evangelicky založené rodiny a měla čtyři sourozence. Její otec Václav Tuzar (1835–1897) vlastnil krupařství na Václavském náměstí, které následně převzala jeho manželka Marie Tuzarová, rozená Pospíšilová (1846–1904). Božena Vondráčková zemřela sedm měsíců po porodu, 19. září 1895 nejspíše na tyfus. Vedení domácnosti převzala její teta Anna Tuzarová, až do úmrtí v prosinci 1907. Následně tuto roli vykonávala do roku 1923 Anna Círková, jež byla do Vondráčkovy rodiny přijata jako služebná v roce 1898.
V červenci 1924 navázal v Ľubochni partnerský vztah s Miladou Drahorádovou (12.10.1904 – 8.9.1989). Sňatek se uskutečnil 17. ledna 1925 v kostele Panny Marie Sněžně v Praze. Manželka získala vzdělání v pražské vyšší dívčí škole a obchodní akademii. Její otec Rudolf Drahorád (1874–1931) byl původně vojenským lékařem, vázán k armádě díky vojenskému stipendiu během studií. Oženil se s Marií Mottlovou (1881–1961) a v roce 1902 byl převelen do Lublaně. Ve Slovinsku změnil profesní zaměření na stomatologii a od roku 1904 praktikoval v pražské zubní ordinaci. Vladimír Vondráček s manželkou zdědili letní sídlo, secesní vilu architekta Josefa Fanty v Jevanech (č. p. 44) postavenou pro Gabrielu Preissovou, kterou Vondráčkovi vlastnili do roku 1972. Následně v ní bydlel skladatel Karel Svoboda. Od dětství Vondráček trávil volný čas také v Senohrabech, které mu udělily čestné občanství.

### Vzdělání, lékařská praxe a akademická činnost
V roce 1913 maturoval na C. k. reálném a vyšším gymnáziu v Praze v Křemencově ulici, kde byl jeho spolužákem pozdější neurolog Kamil Henner. Během září téhož roku se zapsal na pražskou Lékařskou fakultu C. k. Karlo-Ferdinandovy univerzity. Absolvoval ji šest let poté, s promocí 15. února 1919. Stal se jedním ze tří hlavních žáků a pokračovatelů profesora Antonína Heverocha.
Jako začínající lékař nastoupil v zimě 1919 do nové ambulance nervových chorob profesora Ladislava Haškovce v Kaulichově domě. Již 5. května téhož roku obdržel povolávací rozkaz k 7. pluku do Rumburku, z něhož přešel k 2. vansdorfskému praporu a v srpnu se přemístil na Slovensko. Vojenskou službu dokončil v pražské Ústřední vojenské nemocnici u profesora Jana Jánského.
V první třetině roku 1920 pracoval v pražském Zemském ústavu pro choromyslné pod vedením profesora Antonína Heverocha. Poté získal externí úvazek na I. interní klinice LF UK, řízené profesorem Ladislavem Syllabou. V červnu 1921 byl přijat na pozici nehonorovaného asistenta kliniky a v letech 1921–1923 vyučoval také jako asistent Ústavu pro farmakologii a farmakognosii LF UK u profesora Kamila Lhotáka. Během léta 1923 a 1924 odjížděl do Státních lázních Ľubochňa ve funkci řídícího lékaře a na zimu se vracel do Zemského ústavu pro choromyslné v Praze. V letní sezóně 1925 ordinoval ve Státních lázních v Tatranské Lomnici. Mezi roky 1925–1945 vykonával praxi soudního znalce v oboru nervových a duševních chorob a sexuální patologie.
V letech 1927–1930 přešel zpět na Ústav farmakologie a farmakognosie LF UK, vedeného profesorem Emanuelem Formánkem. Vyjma úvazku asistenta také stážoval na II. interní klinice u profesora Josefa Pelnáře. V lednu 1933 se stal docentem (venia docenti) pro farmakologii a od téhož měsíce začal pracovat jako neplacený asistent klinické farmakologie na Propedeutické klinice řízené profesorem Bohumilem Prusíkem. Po uzavření kliniky v roce 1939 se přemístil na Psychiatrickou kliniku k profesoru Zdeňku Myslivečkovi. Roku 1936 se s Prusíkem stal iniciátorem nově zřízené Vyšší školy praktické dietetiky, kde mohl působit do roku 1942, než mu byl vystaven zákaz od protektorátního ministerstva školství. Téhož roku také došlo k ukončení činnosti Psychiatrické kliniky LF UK, z níž se přesunul na interní oddělení Vinohradské nemocnice, jíž v té době vedl Prusík. V závěru druhé světové války vypomáhal na vinohradském obvazišti, sídlícím v Mánesově ulici. Po nastolení míru v roce 1945 se vrátil na Psychiatrickou kliniku LF UK, kde již mezi červnem a zářím vedl mediky. Z přednášek pak sestavil skripta Psychiatrie všeobecná. Stal se i vedoucím nově založeného oddělení s kapacitou 52 lůžek, které představovalo vzor pro obdobná pracoviště v Československu.
V závěru ledna 1938 jej prezident republiky Edvard Beneš jmenoval bezplatným mimořádným profesorem farmakologie a v roce 1939 se na Univerzitě Karlově habilitoval pro lékařskou psychologii. V červenci 1948 byl jmenován mimořádným placeným profesorem lékařské psychologie se zpětnou platností od října 1946. V roce 1952 získal vedení nově zřízeného oddělení lékařské psychologie pod patronátem ministerstva školství a osvěty. V říjnu 1957 povýšil do funkce zástupce přednosty Psychiatrické kliniky LF UK a od května 1958 se stal jejím přednostou, rovněž tak vedoucím Katedry psychiatrie LF UK a šéfem výzkumné psychiatrické laboratoře. Po obhajobě disertační práce na téma Hodnocení a jeho poruchy v psychiatrii obdržel v červnu 1962 doktorát lékařských věd Univerzity Karlovy (DrSc.). Následně předsedal komisi pro udělování vědecké hodnosti doktor věd v psychiatrii na území Československa. V období 1950–1963 se zaměřil na studium depresí. Na toto téma uskutečnil přednášky ve Vídni a Drážďanech. V roce 1970 po něm převzal vedení psychiatrické kliniky a katedry profesor Jan Dobiáš.
Zemřel dopoledne 10. května 1978 na III. interní klinice VFN v Praze. Pochován byl o šest dní později na Vinohradském hřbitově.

## Členství a odkaz

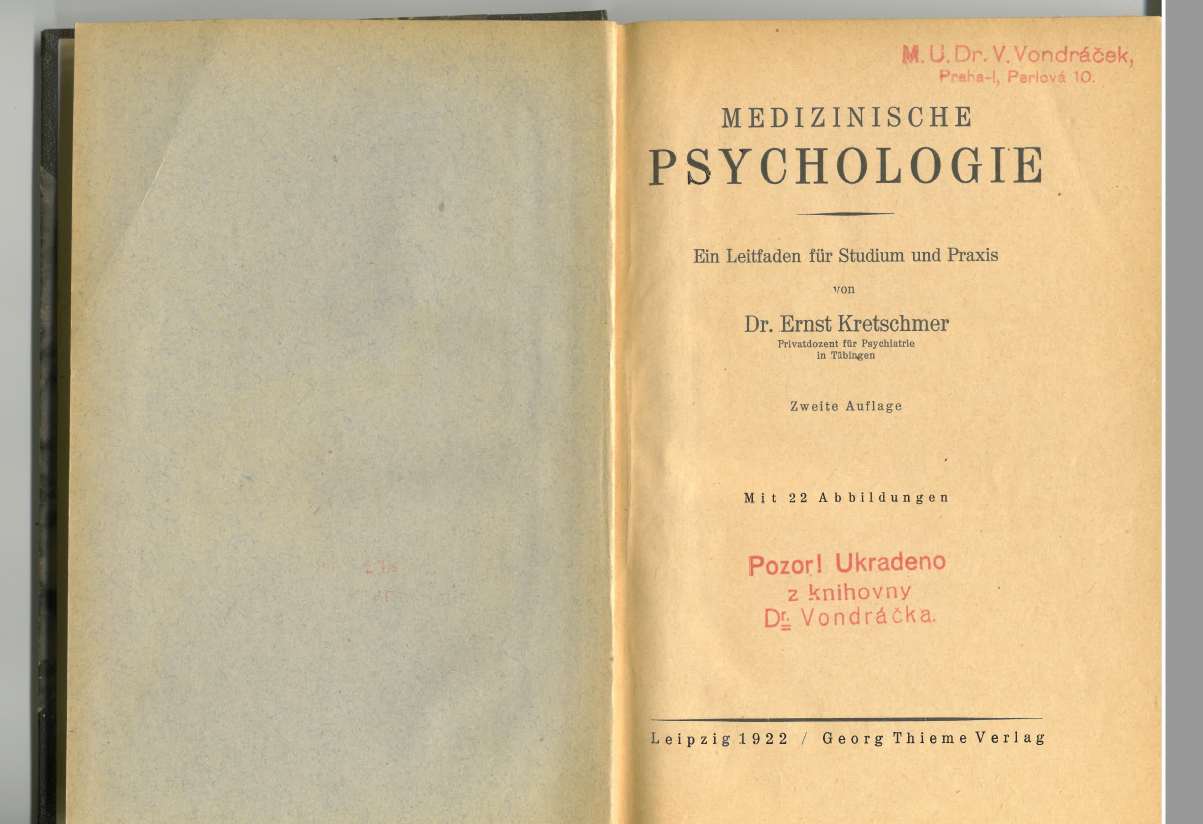
Osobní razítko s textem „Pozor! Ukradeno z knihovny Dr. Vondráčka.“

V rané fázi lékařské dráhy spolupředsedal s Františkem Bláhou sekci nehonorovaných lékařů. Mezi 1949–1951 vedl Purkyňovu společnost pro studium duše a nerstva, která sdružovala neurology a psychiatry. V roce 1956 byl přijat za stálého člena výboru Psychiatrické sekce Československé lékařské společnosti J. E. Purkyně, v níž do roku 1963 zastával funkci místopředsedy.
Od roku 1960 působil jako dopisující člen Société médico-psychologiqué, pařížské společnosti pro medicínu a psychologii a stejnou pozici zastával od roku 1964 v psychiatrické společnosti Polskie Towarzystwo Psychiatryczne se sídlem v Lublinu. V Československé psychiatrické společnosi řídil komisi pro psychiatrickou sexuologii, čestné členství přijal v Československé psychologické společnosti při ČSAV. Byl také konzultantem v oblasti duševního zdraví Světové zdravotnické organizace v Ženevě.
Psychiatrická společnost J. E. Purkyně uděluje od roku 1993 Národní psychiatrickou cenu profesora Vladimíra Vondráčka.

## Dílo
Přehled díla.

### Studijní materiály
- Obecná psychiatrie (1945)
- Lékařská psychologie a všeobecná psychiatrie (1959)
- Speciální psychiatrie (1963)
- Stručná speciální psychiatrie (1970)

### Významné práce
- Farmakologie duše (1935)
- Otravy  (1935)
- Studie o vědomí a jáství (1936)
- Studie o klasifikaci intelektu (1936)
- Studie o myšlení a depersonalizaci (1941)
- Studie o pozornosti (1943)
- Studie o sugesci (1944)
- Monografie o hysterii (1944)
- Studie o inteligenci a intelektu (1945)
- Studie o chtění a vůli (1947)
- Studie o konání a jednání (1948)
- Monografie a afektu a vzteku (1949)
- Vnímání (1949)
- O těle, duši a duševní hygieně (1949)
- Hodnocení a hodnoty z hlediska psychiatrie (1964)

### Monografie o zakladatelích československé psychiatrie
- Profesor Dr. Antonín Heveroch (1927)
- Profesor Dr. E. Frománek, farmakolog (1929)
- Profesor Dr. Ladislav Syllaba (1931)

### Spoluautorství
- Klinická toxikologie (1958), spoluautor Ota Riedl a kol.
- Náhlé příhody interní (1961)
- Fantastické a magické z hlediska psychiatrie (1968), spoluautor František Holub
- Lékařská psychologie (1969), spoluautor Jan Dobiáš a kol.
- Speciální psychiatrie (1973)

### Publicistika a beletrie
- O psychiatrii, psychiatrech a blázincích (1925)
- Čtení o zdraví a nemocech (1941)
- O těle, duši a duševní hygieně (1949)

### Paměti
- Lékař vzpomíná 1895–1920 (1973)
- Lékař dále vzpomíná 1920–1938 (1978)
- Konec vzpomínání 1938–1945 (1988)

## Výběr vyznamenání a cen
- 1961 – Medaile J. E . Purkyně, propůjčená prezidentem republiky ČSSR[5]
- 1964 – Kuffnerova cena[22]
- 1962 – Řád práce[5]